# 12997 Lizjensen
12997 Lizjensen eller 1981 EV29 är en asteroid i huvudbältet som upptäcktes den 2 mars 1981 av den amerikanska astronomen Schelte J. Bus vid Siding Spring-observatoriet. Den är uppkallad efter Elizabeth A. Jensen.